# Berliner TuFC Elf
Der Berliner TuFC Elf war ein deutscher Fußballverein aus dem Berliner Stadtteil Schöneberg. Er wurde am 1. November 1900 gegründet und bestand bis 1912. Das „Elf“ im Namen stand für den Gründungsmonat.
Von 1904 bis 1906 nahm der Verein an der damals höchsten Spielklasse, der Märkischen Meisterschaft teil. Jedoch wurde der Verein 1905 lediglich achter und 1906 nur siebter, weshalb die Qualifikation für die Endrunde um die Deutsche Meisterschaft verpasst wurde.
1912 fusionierte der Verein mit dem Berliner FC Hubertus 1905 zum Berliner SC Hubertuself 1900. 1923 erfolgte eine weitere Fusion mit Sportlust-Borussia 1899 Schöneberg zum Schöneberger FC Kickers 1900.
Dieser Verein spielt nach verschiedenen weiteren Namensänderungen seit 1948 unter dem Namen Berliner SC Kickers 1900.